# Johann Georg von Lestwitz
Johann Georg von Lestwitz (* 1688 in Schlesien; † 27. Juli 1767 in Berlin) war ein preußischer Generalleutnant der Infanterie. Durch die Übergabe der Festung Breslau an die Österreicher im Siebenjährigen Krieg fiel er bei Friedrich II. in Ungnade und wurde lebenslang arretiert.

## Leben
Lestwitz trat 1704 in ein Infanterieregiment ein und nahm in Italien und Brabant am Spanischen Erbfolgekrieg teil. Im Pommernfeldzug von 1715 wurde er bei der Belagerung von Stralsund schwer verwundet. Später zeichnete er sich bei seiner Teilnahme am Ersten und Zweiten Schlesischen Krieg aus, insbesondere bei der Schlacht von Kesselsdorf.
Zu Beginn des Siebenjährigen Krieges war er Generalleutnant und kommandierte die Truppen, die in der Schlacht bei Lobositz am rechten Elbufer die Sachsen einschlossen. Unter August Wilhelm von Braunschweig-Wolfenbüttel-Bevern erwarb er sich 1757 bei Reichenberg und Prag weitere Auszeichnungen und zog dann in seinem Regiment nach Schlesien.
In einem Befehl aus Bautzen vom 21. November wurde ihm von Friedrich II., der sich nach der Schlacht bei Roßbach auf dem Weg nach Schlesien befand, das Kommando in Breslau übertragen. In der Schlacht an der Lohe wurde er verletzt, übernahm aber zwei Tage später, am 24. November das Kommando über die Festung Breslau. Diese wurde von den Österreichern belagert, die mit einem Bombardement drohten. Lestwitzs Vorgänger dort, Generalleutnant Hans Friedrich von Katte, hatte bereits Verhandlungen über einen freien Abzug angebahnt und war bereit, zu kapitulieren. Dies übernahm nun Lestwitz, der schon nach wenigen Stunden die Stadt mit allen Kassen und Magazinen übergab und einen freien Abzug bewilligt bekam. Das Zugeständnis blieb aber ohne großen Nutzen, weil große Truppenteile bald darauf desertierten.
Lestwitz zog sich mit dieser Kapitulation und die beim Abzug erfolgte „brédouille“ den Zorn des Königs zu. Er wurde arretiert und von einem Kriegsgericht unter der Leitung von Generalfeldmarschall Moritz von Anhalt-Dessau am 11. März 1758 „kassiert“ und zu zwei Jahren Festungshaft verurteilt. Sein Vorgänger Katte wurde zu einjährigem Festungsarrest verurteilt.
Den Rest seines Lebens verbrachte Lestwitz in Berlin „im Stadtarrest zwischen Koch- und Zimmerstraße“. Nur als sein Sohn, Hans Sigismund von Lestwitz, 1764 für seine Verdienste im Siebenjährigen Krieg vom König mit dem Gut Friedland bedacht wurde, durfte er zu dessen Einzug eine Reise dorthin unternehmen. Er starb am 27. Juli 1767.

## Familie
Er war mit Anna Helena von Kottwitz († 1740) verheiratet. Das Paar hatte mehrere Töchter und einen Sohn, den späteren Generalmajor Hans Sigismund von Lestwitz.